# Chiesa dell'Immacolata Concezione (Ascoli Piceno)
La chiesa dell'Immacolata Concezione è un luogo di culto cattolico, ubicato nel centro storico di Ascoli Piceno nel quartiere San Giacomo.

## Storia e descrizione

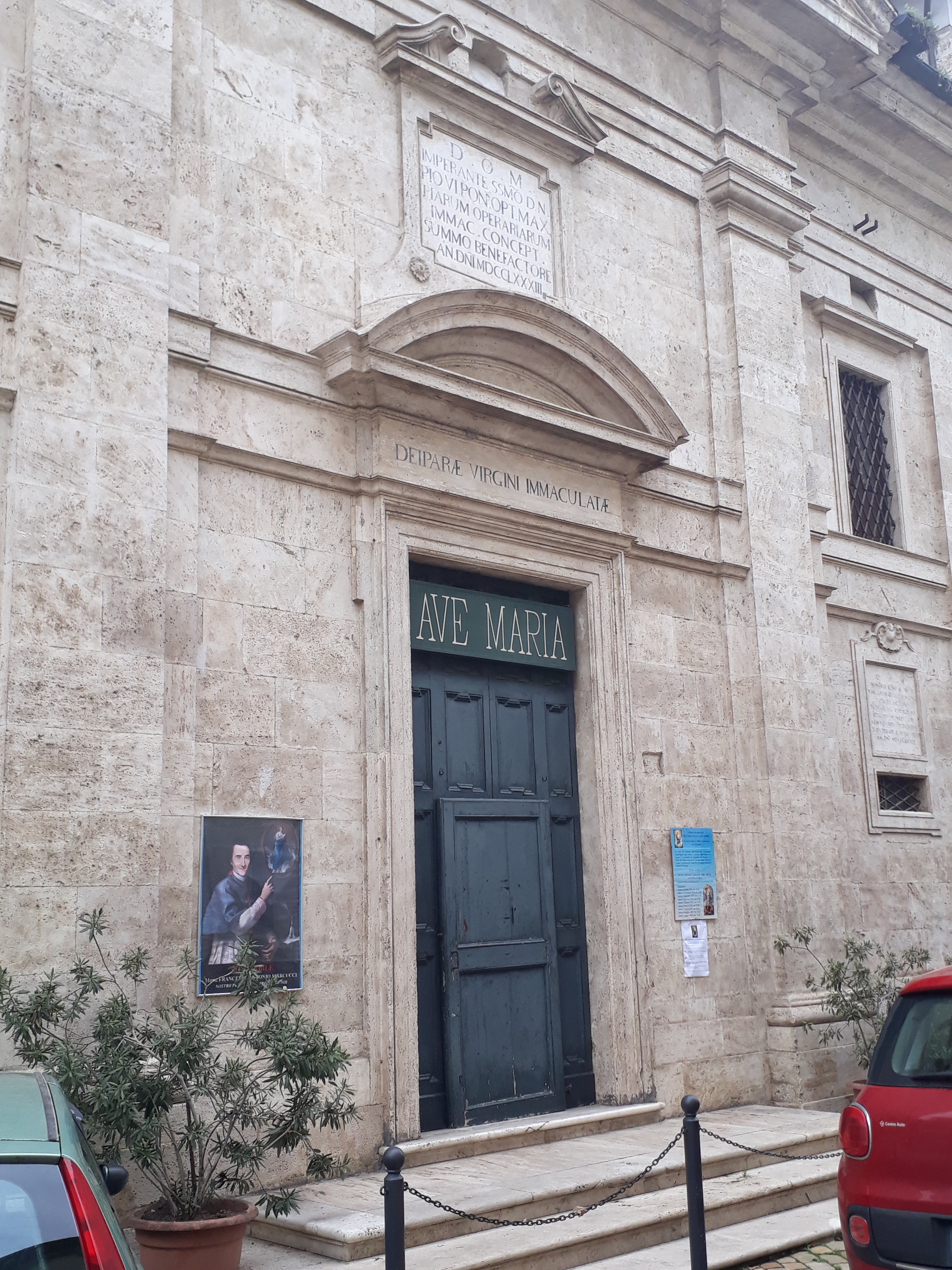
Portale della chiesa dell'Immacolata Concezione

Fu costruita nel XVIII secolo assieme all'annesso Monastero, dal fondatore delle Pie Operaie Concezioniste, Mons. Francesco Antonio Marcucci, su disegno dell'architetto svizzero Pietro Maggi.
La facciata, a doppio ordine, è realizzata con la pietra del travertino tipica della città ascolana, mentre il suo interno è a pianta ottagonale che termina a cupola. Sull'altare maggiore si può ammirare una pala raffigurante una Immacolata tra Sant'Anna e San Gioacchino, opera di Nicola Monti.